# Liste der Monuments historiques in Ville-sur-Terre
Die Liste der Monuments historiques in Ville-sur-Terre führt die Monuments historiques in der französischen Gemeinde Ville-sur-Terre auf.

## Liste der Immobilien
| Bezeichnung               | Beschreibung            | Standort             | Kennzeichnung | Schutzstatus | Datum | Bild           |
| ------------------------- | ----------------------- | -------------------- | ------------- | ------------ | ----- | -------------- |
| Kirche St-Pierre-ès-Liens | aus dem 16. Jahrhundert | Route de Thil (Lage) | PA00078314    | Inscrit      | 1925  | weitere Bilder |

## Liste der Objekte
| Bezeichnung                           | Beschreibung                                                  | Standort                                | Kennzeichnung | Schutzstatus | Datum | Bild |
| ------------------------------------- | ------------------------------------------------------------- | --------------------------------------- | ------------- | ------------ | ----- | ---- |
| Gemälde Rettung Petrus aus dem Kerker | Ölfarbe auf Leinwand, 1771                                    | in der Kirche St-Pierre-ès-Liens (Lage) | PM10004624    | Inscrit      | 1984  |      |
| Skulptur Petrus                       | mit Stifterfigur; Kalkstein, Mitte des 16. Jahrhunderts       | in der Kirche St-Pierre-ès-Liens (Lage) | PM10002863    | Classé       | 1988  |      |
| Gemälde Vision des heiligen Bernhards | Ölfarbe auf Leinwand, vergoldeter Holzrahmen, 17. Jahrhundert | in der Kirche St-Pierre-ès-Liens (Lage) | PM10002864    | Classé       | 1988  |      |
| Skulptur Madonna mit Kind             | mit Stifterfigur; Kalkstein, 16. Jahrhundert                  | in der Kirche St-Pierre-ès-Liens (Lage) | PM10002862    | Classé       | 1988  |      |
| Kanzel                                | Holz, 18. Jahrhundert                                         | in der Kirche St-Pierre-ès-Liens (Lage) | PM10002861    | Classé       | 1988  |      |
| Gemälde Christus am Kreuz             | Ölfarbe auf Leinwand, vergoldeter Holzrahmen, 18. Jahrhundert | in der Kirche St-Pierre-ès-Liens (Lage) | PM10003017    | Classé       | 1991  |      |